# Reichenbacher Kalkberge
Die Reichenbacher Kalkberge sind ein Gebiet mit vielfältiger Landschaftsstruktur und Vegetation und mit schützenswerten Biotopen im nordhessischen Werra-Meißner-Kreis. Die naturschutzfachliche Bedeutung begründen vor allem die naturnahen Kalkbuchenwälder und Kalkmagerrasen, die zum Lebensraum seltener und gefährdeter Pflanzen- und Tierarten geworden sind. Wegen ihrer Artenvielfalt wurden die Kalkberge zum Naturschutzgebiet und Natura-2000-Gebiet erklärt. Innerhalb des Schutzgebiets wurde ein Naturwaldreservat im Bereich der Ruine Reichenbach ausgewiesen.

## Geografische Lage
Die „Reichenbacher Kalkberge“ liegen in den Gemarkungen der Ortsteile Hopfelde und Reichenbach der Stadt Hessisch Lichtenau im Werra-Meißner-Kreis. Das Weißbachtal trennt das Gebiet in eine östliche und eine westliche Teilfläche. Der größere Teil, mit den Bergkuppen Ruine Reichenbach (523 m) und Großer Rohrberg (496 m), liegt nordwestlich von Reichenbach. Der kleinere Teil mit dem Kindelberg (524 m) befindet sich nordöstlich von Reichenbach. Beide Teilgebiete weisen steile, meist bewaldete Hänge, überwiegend aus Kalkgestein des Mittleren und Oberen Muschelkalks, auf. In den tieferen Lagen schließt sich Oberer Buntsandstein an. Aufgrund ihrer Seltenheit gelten die Kalksteinhänge aus geowissenschaftlicher Sicht als bedeutend.
Die Kalkberge gehören zum „Geo-Naturpark Frau-Holle-Land“. Als nördlicher Ausläufer des Mittelgebirgszugs des Stölzinger Gebirges werden sie naturräumlich dem „Hessisch-Lichtenauer Becken“ im „Fulda-Werra-Bergland“ zugeordnet, das in der Haupteinheitengruppe „Osthessisches Bergland“ liegt.

## Naturschutzgebiet
Mit Verordnung vom 10. Dezember 1996 des Regierungspräsidiums in Kassel als Oberer Naturschutzbehörde wurden die zwischen Hopfelde und Reichenbach liegenden Waldflächen mit ihrem benachbarten Gelände unter dem Namen „Reichenbacher Kalkberge“ zum Naturschutzgebiet erklärt. Zweck der Unterschutzstellung war es, die artenreichen Laubwälder langfristig zu sichern und in ihnen die natürliche Entwicklung mit ihrer eigenen Dynamik zuzulassen, um dadurch den Totholzanteil als Lebensraum für Höhlenbrüter und Insekten zu erhöhen. Die seltenen Kalkmagerrasen und Sumpfflächen in dem Gebiet sollten mit gleicher Verordnung ebenfalls geschützt und das angrenzende Grünland zu artenreichen Wiesen und Weiden umgewandelt und weiterentwickelt werden. Das Schutzgebiet besitzt eine Größe von 150,25 Hektar, hat die nationale Kennung 1636031 und dem WDPA-Code165129.

## Natura 2000-Gebiet
In einem, im Jahr 2004 abgeschlossenem, Meldeverfahren wurden die „Reichenbacher Kalkberge“ von der hessischen Naturschutzverwaltung, nach den Vorgaben der Europäischen Vogelschutzrichtlinie und der Fauna-Flora-Habitat-Richtlinie, für das länderübergreifende Schutzgebietsnetz „Natura 2000“ an die Europäische Union gemeldet. Neben dem Gebietsmanagement und dem damit verbundenen Monitoring forderte die EU eine förmliche Schutzerklärung. Mit der „Verordnung über Natura 2000-Gebiete in Hessen“ wurden im Januar 2008 auf Landesebene die Erhaltungsziele und Gebietsgrenzen rechtlich gesichert. Das FFH-Gebiet mit der Nummer 4824-301 besitzt, durch eine Erweiterung um die Bereiche um Hellkopf im Westen und Mittelberg, Silberküppel und Sommerberg im Nordosten, gegenüber dem Naturschutzgebiet eine auf 383,47 Hektar vergrößerte Fläche.

## Lebensraumtypen und FFH-Arten
Im Rahmen der Berichtspflicht gegenüber der EU-Kommission wurde das FFH-Gebiet im Auftrag des Regierungspräsidiums in Kassel untersucht. Die Grunddatenerfassung, deren Endbearbeitung im März 2009 abgeschlossen wurde, weist einen hohen Anteil an schutzwürdigen Lebensräumen und Arten auf. Im Bereich der „Reichenbacher Kalkberge“ kommen Lebensraumtypen sowie Tier- und Pflanzenarten vor, die nach den Anhängen I und II der Fauna-Flora-Habitat-Richtlinie als „von gemeinschaftlichem Interesse“ gelten und „für deren Erhaltung besondere Schutzgebiete im Netzwerk Natura 2000 ausgewiesen werden sollen“. Fünf Lebensraumtypen wurden als prioritär(*) eingestuft, was heißt, dass sie vom Verschwinden bedroht sind und für die eine besondere Verantwortung für ihre Erhaltung besteht.
Von den 11 unterschiedlichen Lebensraumtypen (LRT, siehe auch Liste der FFH-Lebensraumtypen) bildet der „Waldmeister-Buchenwald“ (LRT 9130) mit 164,9 Hektar den Kern des Schutzgebietes. Weitere Lebensraumtypen der Wälder sind der „Mitteleuropäische Orchideen-Kalk-Buchenwald“ (LRT 9150), der „Hainsimsen-Buchenwald“ (LRT 9110), die „Auenwälder“ (LRT 91E0*) und die „Schlucht- und Hangmischwälder“ (LRT 9180*). Sie sind mit deutlich geringeren Flächenanteilen vertreten. Das Offenland prägen auf 22,76 Hektar die „Mageren Flachland-Mähwiesen“ (LRT 6510) und die „Naturnahen Kalk-Trockenrasen“ (LRT 6210) einschließlich des prioritären „Orchideenreichen Kalk-Magerrasens“ (LRT 6210*). Wald und Offenland sind miteinander verzahnt und werten das FFH-Gebiet auf. Mit einer „Kalktuffquelle“ (LRT 7220*) und einer „Kalkhaltigen Schutthalde“ (LRT 8160*) kommen zwei Lebensraumtypen vor, die aufgrund ihrer Seltenheit und trotz ihrer geringen Größe besondere Beachtung finden. Kleinflächig ist noch ein „Natürlicher eutropher See“ (LRT 3150) und ein „Kalkreiches Niedermoor“ (LRT 7230) vorhanden.
Nach dem Erfassungsergebnis der Grunddatenerhebung gehören zu denen im Schutzgebiet vorkommenden Arten des Anhangs II Frauenschuh, Dunkler Wiesenknopf-Ameisenbläuling und Luchs. Der Bechsteinfledermaus und dem Großen Mausohr dient das Gebiet als Jagdhabitat. Weiteren acht zu schützenden Fledermausarten und der Wildkatze bieten die Kalkberge geeignete Reviere.
Als Wert gebende Arten nach der Vogelschutzrichtlinie wurden Neuntöter, Grau- und Schwarzspecht nachgewiesen. Ferner kommen Schwarzstorch, Rotmilan, Hohltaube und Waldschnepfe vor.

## Natur
Die Vegetation des Gebiets wird von einer Abfolge schützenswerter Biotope geprägt. Sie setzt sich aus Kalkmagerrasen, Buchenwäldern, Quellfluren, Feuchtwiesen und Flachland-Mähwiesen zusammen, die zu einem großen Teil durch frühere menschliche Landnutzungsformen entstanden sind. In alten Waldstandorten sind noch die Spuren der traditionellen Niederwaldwirtschaft erkennbar, die einst die vorherrschende Waldbewirtschaftungsart zur Brennholzgewinnung war. Wie auch die unter dem Einfluss von extensiver Weidenutzung entstandenen Magerrasen gelten die Waldbereiche aus kulturhistorischer Sicht als bedeutsame Überbleibsel einer Kulturlandschaft, die durch die Intensivierung der Landwirtschaft und dem Wandel in der Forstwirtschaft selten geworden ist.

### Kalkmagerrasen

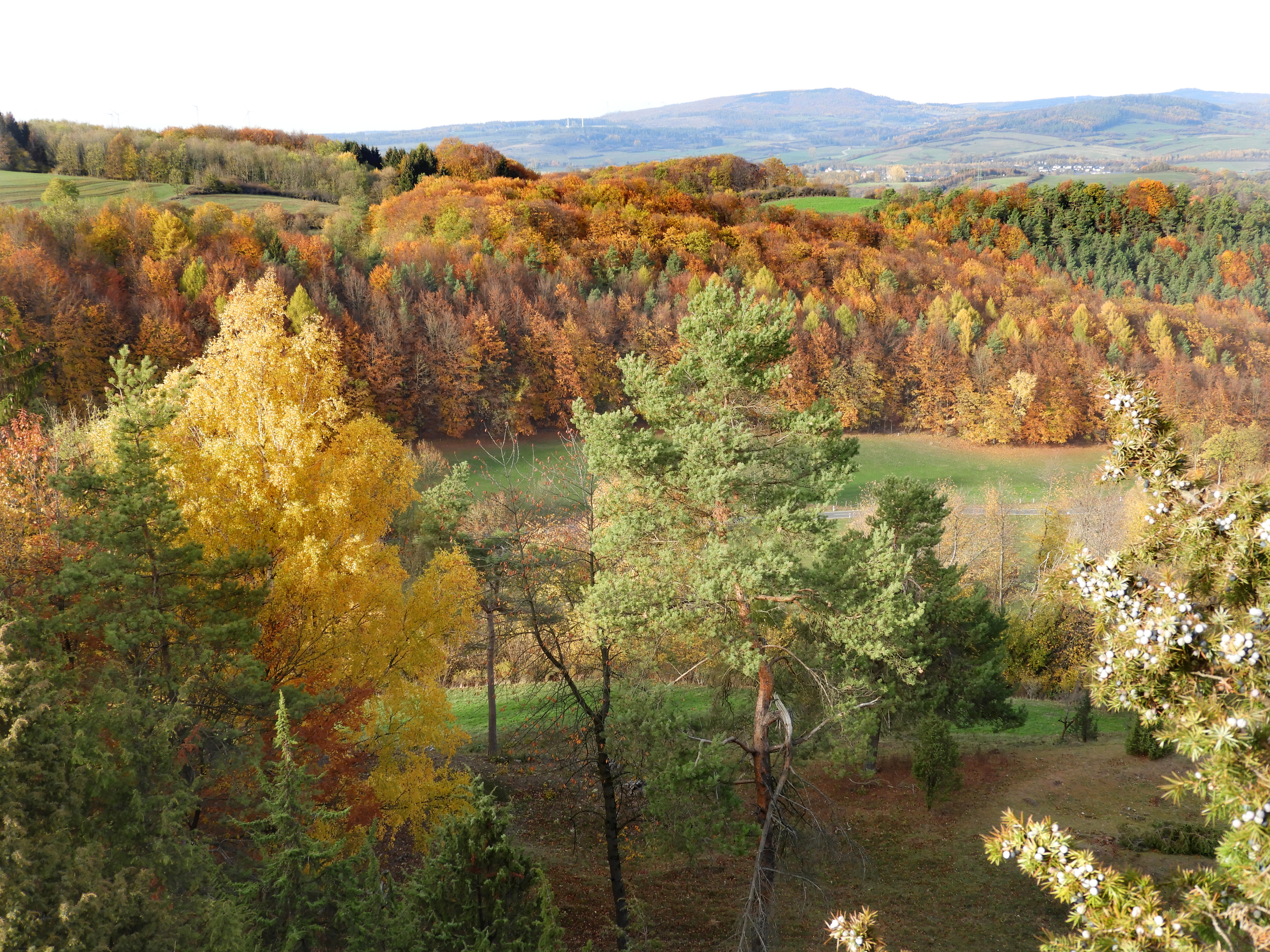
Blick vom Kindelberg in nordwestliche Richtung auf den Großen Rohrberg.

Die Magerrasen auf dem „Kindelberg“ und dem „Großen Rohrberg“ sind durch frühere Arten der Bewirtschaftung entstanden oder wurden durch diese geprägt. Die teils steilen, trockenen und flachgründigen Hänge waren für einen Ackerbau ungeeignet und dienten der Beweidung durch Schafe und Ziegen. Durch die Nutzung als Triftweide haben sich im Laufe der Zeit Halbtrockenrasen ausgebildet, die vegetationskundlich dem „Enzian-Schillergrasrasen“ zugeordnet werden. Diese Pflanzenformation wird als eine der artenreichsten angesehen, an dessen Bedingungen sich eine ganze Reihe von Tieren und Pflanzen angepasst und als Lebensraum erobert haben.
Mit dem grundlegenden Wandel der Landwirtschaft endete die traditionelle Schäferei in den 1920er Jahren. Auf einigen Flächen, die einst durch die Schafherde des in Reichenbach ansässigen Kirchenguts beweidet wurden, stockt heute Kiefernwald. Auf den immer noch relativ großflächig anzutreffenden Magerrasen des Kindelbergs und des Großen Rohrbergs wachsen kennzeichnende Arten wie Stängellose Kratzdistel, Deutscher Enzian, Fransenenzian, Zittergras, Dornige Hauhechel, Golddistel und Knolliger Hahnenfuß. Von Bedeutung wird das Auftreten der gefährdeten Arten Katzenpfötchen, Kreuzblümchen und der große Bestand des Windröschens am Kindelberg angesehen.
Bemerkenswert ist der stellenweise große Orchideenreichtum der Magerrasen. Auf Teilflächen kommen Braunrote Stendelwurz, Mücken-Händelwurz, Großes Zweiblatt, Bienen-Ragwurz, Fliegen-Ragwurz, Stattliches Knabenkraut und Helm-Knabenkraut vor. Im Übergang zum Wald treten Weißes Waldvöglein  und Vogel-Nestwurz auf. Von überregionaler Bedeutung ist das Vorkommen des Blassen Knabenkrautes im lichten Kiefernwald am Rohrberg.
Eine vielfältige Tagfalterfauna besiedelt die Rasenflächen. Bei den Untersuchungen für das Schutzwürdigkeitsgutachten wurden in den Jahren 2002 und 2003 die Arten kartiert. Unter ihnen waren die seltenen und gefährdeten Komma-, Kronwicken- und Roter Würfel-Dickkopffalter, Goldene Acht, Großer Perlmuttfalter, Kreuzdorn-Zipfelfalter und Zwerg-Bläuling. Im Randbereich zu den Wäldern wurden Rundaugen-Mohrenfalter, Graubindiger Mohrenfalter und Brauner Feuerfalter beobachtet. Die Widderchen waren mit sechs Arten vertreten. Faunistisch bedeutsam sind die beiden im Gebiet vorkommenden Heuschreckenarten Rotflüglige Schnarrschrecke und Schwarzfleckiger Grashüpfer, die mit der „Roten Liste“ als stark gefährdete Arten geschützt werden.
Die vorhandenen Magerrasen sind Überbleibsel des einst großflächig verbreiteten Biotoptyps. Mit der Aufgabe der Beweidung entwickelte sich auf den selbst überlassenen Flächen eine ständig fortschreitende Verbuschung bis hin zur Wiederbewaldung. Mit Entbuschungsmaßnahmen und einer extensiven Beweidung mit Schafen wird versucht den Charakter der mageren Rasen auch in Zukunft zu erhalten.

### Wälder
Das Schutzgebiet besteht zum größten Teil aus ausgedehnten, strukturreichen, unterschiedlichen Waldflächen, die teilweise als Naturwaldreservat und großflächiger als FFH-Gebiet geschützt werden. Der verbreitetste Waldtyp der Kalkberge ist der Waldmeister-Buchenwald, mit der Rotbuche als dominierender Baumart. Die Vegetation der Krautschicht ist ab Frühsommer wegen des überwiegend dichten Kronendaches in den meisten Bereichen nur spärlich ausgebildet. Besonders reichhaltig ist sie im Frühling, wenn Pflanzen wie Buschwindröschen, Bärlauch, Hohler und Gefingerter Lerchensporn zeitig im Jahr blühen. Mit dem Blattaustrieb der Bäume beenden sie ihr oberirdisches Leben und überdauern unter der Erde.
Leitbild für das Reichenbacher Waldgebiet sind natürliche Wälder, die einen hohen Alt- und Totholzanteil besitzen und allen typischen Tier- und Pflanzenarten Lebensgrundlage bieten. Einige der Wälder werden schon durch eine naturnahe Waldwirtschaft genutzt oder wurden dem Prozessschutz unterstellt. Neben dem Naturwaldreservat um die Ruine Reichenbach, das als Totalreservat nach der Bannwaldverordnung ausgewiesen wurde, gibt es Bereiche am Großen Rohrberg, Sommerberg und Iberg, die als „Wald außer regelmäßigem Betrieb“ nicht mehr forstlich bewirtschaftet werden. Weiterhin gibt es Waldflächen, in denen wegen der geringen Qualität und Wuchskraft der Bäume oder auch aus anderen Gründen, schon lange keine Holzentnahme mehr stattgefunden hat. Das gilt für den Privatwald am Sommerberg und Iberg. Nach der Grunddatenerfassung zeichnet sich so ein recht differenziertes Nutzungsbild ab, das nicht allein durch das Wuchspotenzial bestimmt, sondern auch durch die Besitzverhältnisse geprägt wird.

### Andere Biotope
Nördlich, an das Schutzgebiet angrenzend, wurde seit dem 17. Jahrhundert im Bereich der Kuhkoppe Braunkohle abgebaut, was das Landschaftsbild dort entscheidend veränderte und mit dem entstandenen See und den heute eingegrünten Abraumflächen prägt. Der kleine See, der im Schutzgebiet liegt, trägt zur Biotopvielfalt bei. Hier konnten an einem Tag im Juni 2003, als Zufallsbeobachtung bei der Lebensraum-Kartierung, mehrere Libellenarten festgestellt werden, unter ihnen das Große Granatauge, das in Hessen als gefährdet gilt. Die Ufer des Sees werden in einigen Bereichen von einer Vegetation gesäumt, die neben Schwarz-Erlen vor allem von Hochstauden wie dem Sumpf-Storchschnabel und dem Echten Mädesüß gebildet wird.

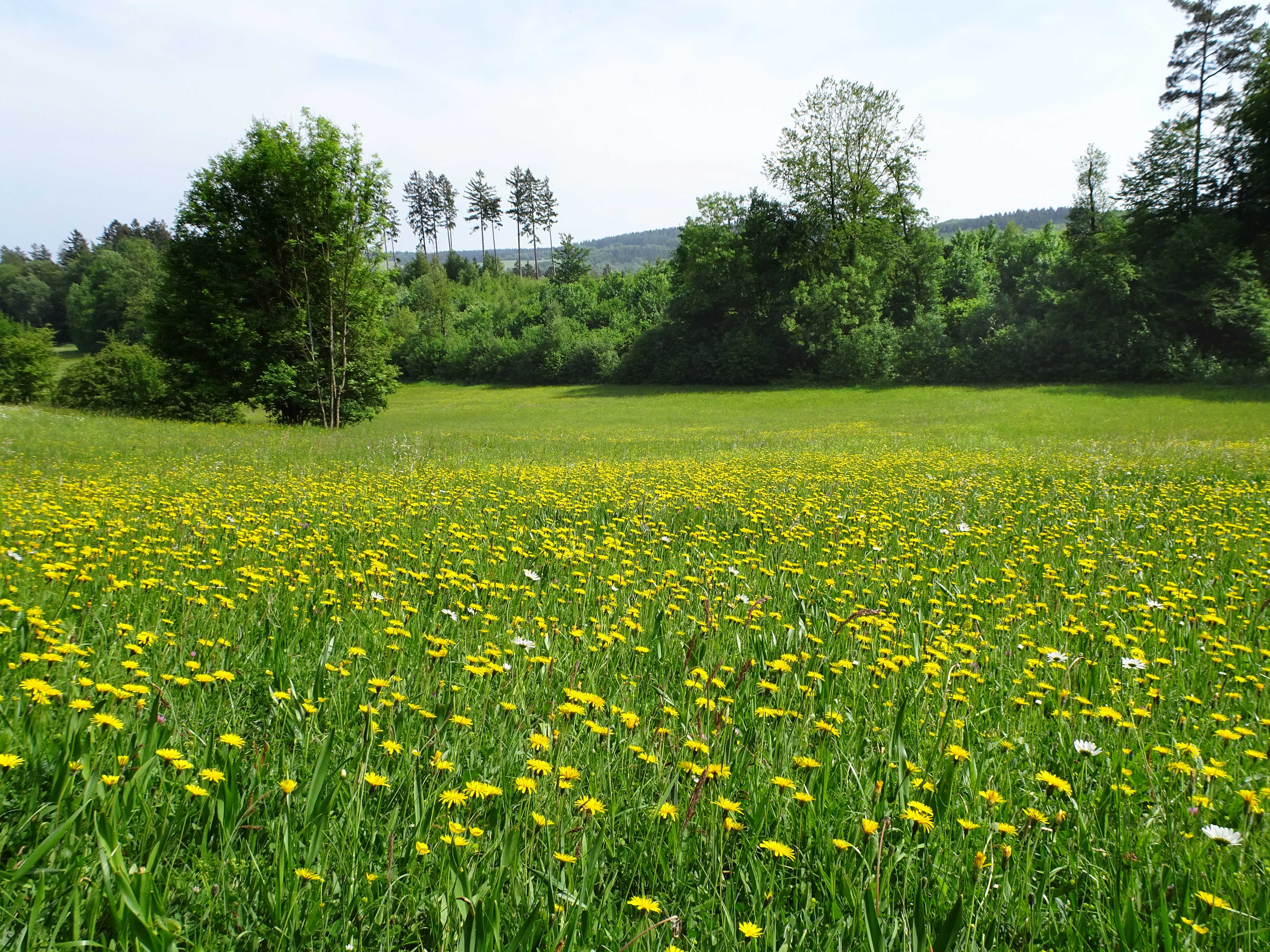
Wiese im Mai am südlichen Burgberg.

Der auf rund 14 Hektar im Schutzgebiet vorhandene Grünlandbereich gehört im Sinne der FFH-Richtlinie dem Lebensraum „Magere Flachland-Mähwiesen“ an. Die Betonung auf „mager“ bedeutet hier, dass durch die langjährige, traditionell kleinbäuerliche Nutzung die Standorte nährstoffarm wurden. Wegen ihrer geringen Erträge sind solche Wiesen, durch die Intensivierung der Landwirtschaft, mit Düngung, früherer und häufiger Mahd, in Deutschland selten geworden. Pflanzensoziologisch werden die Flächen im Gebiet der „Reichenbacher Kalkberge“ dem Verband der „Glatthaferwiesen“ zugeordnet. Einst waren sie als die klassischen Blumenwiesen der ertragreichste Wiesentyp und wurden deshalb auch als Fettwiesen bezeichnet.
Die obere Schicht der Bestände werden von Obergräsern gebildet, zu denen neben dem namengebenden Glatthafer der Wiesen-Fuchsschwanz, das Wiesen-Knäuelgras und der Wiesen-Schwingel gehören. Die Mittelschicht ist besonders artenreich mit auffällig blühenden Pflanzen wie Gewöhnliche Schafgarbe, Wiesen-Flockenblume, Wiesen-Pippau, Acker-Witwenblume, Margerite, Scharfer Hahnenfuß und anderen.

## Naturwaldreservat Ruine Reichenbach

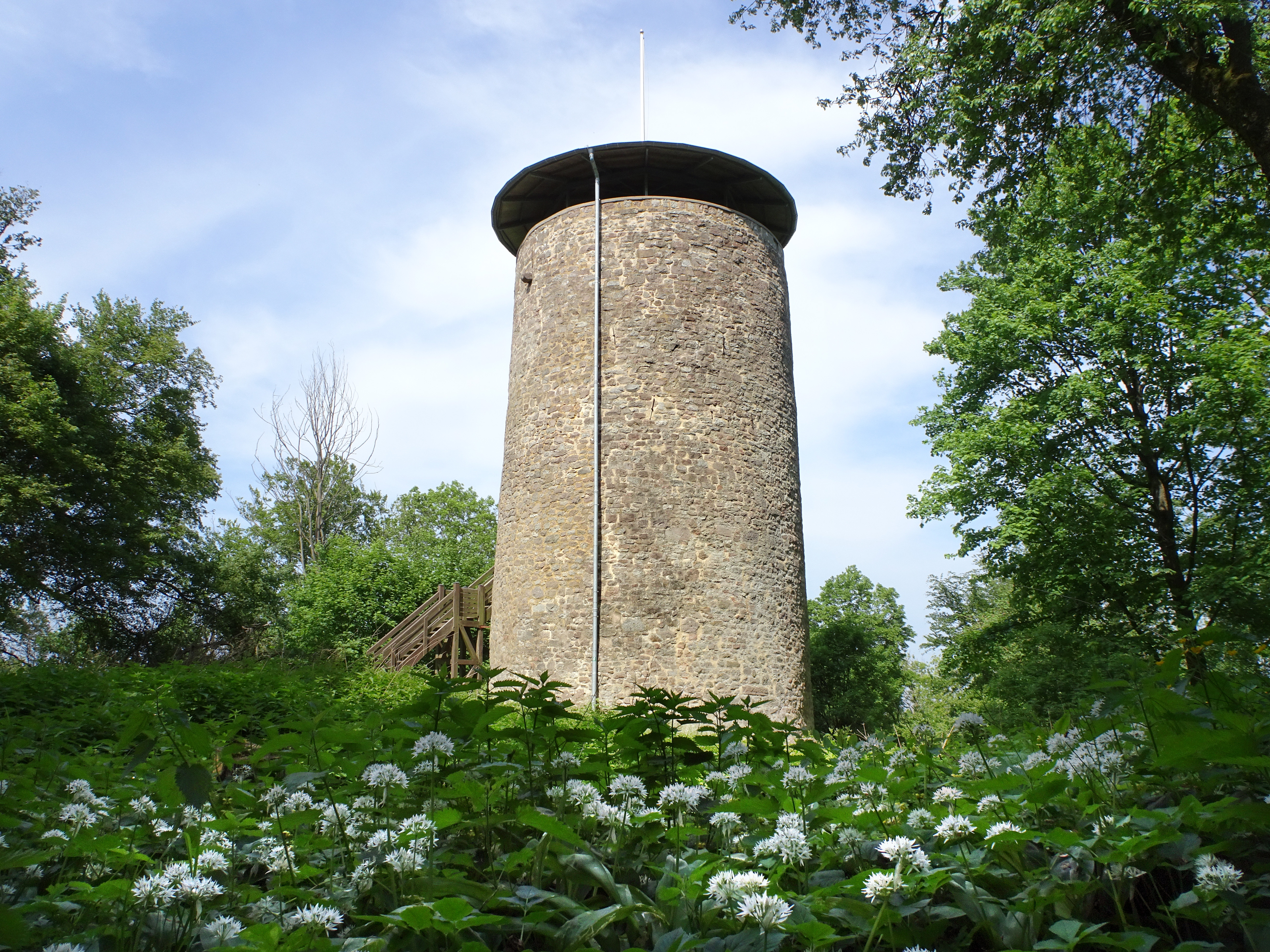
Der ehemalige Bergfried der Burg wird als Aussichtsturm genutzt.

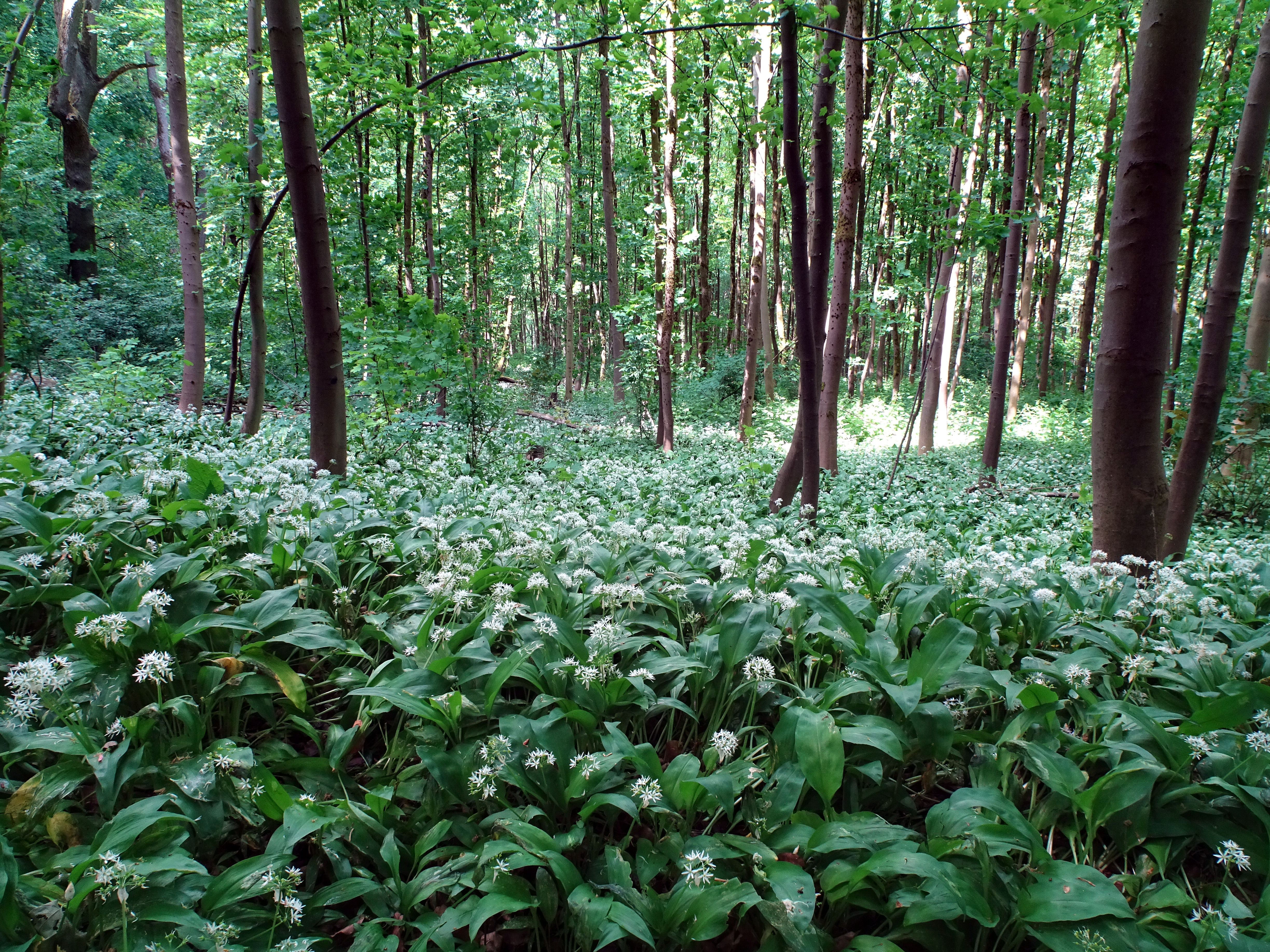
Bärlauchblüte am Burgberg im Naturwaldreservat.

Das Naturwaldreservat liegt innerhalb des Naturschutzgebiets und ist eines von mittlerweile 31, die über ganz Hessen verteilt sind. Um Einblicke in die natürlichen Wachstumsprozesse zu gewinnen werden sie intensiv erforscht. Die Naturwaldreservate, deren Einrichtung 1988 beschlossen wurde, sollen ein großes Spektrum verschiedener Waldgesellschaften, Höhenstufen, Böden, Gesteine und auch regionaler Klimabedingungen abdecken. In Hessen bestehen sie aus zwei Komplexen: einem Totalreservat und einer Vergleichsfläche. Diese sollten aneinander liegen und so ähnlich wie möglich sein. Während im Totalreservat keinerlei Eingriffe mehr stattfinden und die Entwicklung nur noch behutsam begleitet wird, wird die Vergleichsfläche weiter bewirtschaftet. Das Reservat um die Ruine Reichenbach besitzt eine Größe von 66,6 Hektar und besteht aus dem nutzungsfreien Totalreservat mit 37,8 Hektar und einer 28,8 Hektar großen naturnah bewirtschafteten Vergleichsfläche. Die Durchführung der botanischen, zoologischen und waldstrukturellen Untersuchungen koordiniert die Nordwestdeutsche Forstliche Versuchsanstalt von ihren Standorten Göttingen und Hann. Münden.
Der Bereich um die Ruine wird durch einen edellaubbaumreichen Buchenwald mittleren und höheren Alters geprägt. Unter den Edellaubbäumen kommen am häufigsten Esche, Berg-Ahorn und Spitzahorn vor. In den Lücken verjüngen sich die Bestände vor allem mit Esche und Bergahorn. Geologisch befindet sich das Gebiet des Naturwaldreservates im Einflussbereich der großen europäischen Bruchzone, die vom Mittelmeer bis nach Norwegen führt. In diesen Grabenzonen konnten sich Muschelkalk und Keuper erhalten. Sonst herrscht Muschelkalk auf den teilweise stark abfallenden Hängen vor. Oberer Buntsandstein findet sich kleinflächig im südwestlichen Bereich und in einem nördlichen Abschnitt auch Unterer Keuper. Als vegetationskundlich bedeutsam gilt der Eschen-Ahorn-Schluchtwald auf dem sickerfeuchten blocküberlagerten Nordhang unterhalb der Burgruine und der flächendeckend vorkommende Bärlauch.
Die Ruine der Burg Reichenbach als Naherholungsziel und mit Aussichtsturm verleiht dem Gebiet einen besonderen Reiz, gilt aber im Blick auf den Prozessschutz als problematisch. Trotz der hohen Bedeutung als unberührtes Reservat für Waldforschung und Naturschutz versuchen die Verantwortlichen Kompromisse zwischen dem Schutzziel und den Interessen der Erholungssuchenden zu finden.

## Touristische Erschließung
Die Kalkberge sind ein stark frequentiertes Wandergebiet, das einen Wechsel von Wald mit Feld- und Wiesenlandschaften und mehrere Aussichtspunkte bietet. Bei dem Parkplatz „Drei Linden“, am nördlichen Ortseingang von Reichenbach, informieren aufgestellte Schautafeln über das Schutzgebiet.
Die Kalkberge können auf mehreren Wanderwegen begangen werden.
- Der Premiumwanderweg P10 Reichenbach verläuft mit einer Weglänge von rund 13 km als Rundweg durch Teile des Schutzgebiets.[11]

Zu den Fernwanderwegen die das Schutzgebiet queren und sich hier auf gleicher Wegesstrecke überlagern, gehören:
- „Hessenweg 8“ des Wanderverbands Hessen. Er führt mit einer Streckenlänge von 176 km von Korbach im Waldecker Land nach Wanfried im Werratal.
- Der 326 km lange „Barbarossaweg X8“ der den Kyffhäuser mit zahlreichen Städten, Klöstern und Burgen, die Kaiser Friedrich I. Barbarossa im Laufe seiner Regentschaft im 12. Jahrhundert aufgesucht hat, verbindet.
- Kunstwanderweg „Ars Natura“, der mit seiner Freiluftgalerie Erholung durch Wandern und intensives künstlerisches Erlebnis im „Galerieraum Natur”“ zusammenwirken lassen will,[12] sowie
- der „Elisabethpfad 2“, ein 193 km langer Weg von Eisenach nach Marburg und der auch gleichzeitig ein „Weg der Jakobspilger“ ist[13]